# La Flotte
La Flotte é uma comuna francesa na região administrativa da Nova Aquitânia, no departamento de Charente-Maritime. Estende-se por uma área de 12,32 km². Em 2010 a comuna tinha 2 799 habitantes (densidade: 227,2 hab./km²).
Pertence à rede das As mais belas aldeias de França.